# Castillo de Penedono
El Castillo de Penedono (en portugués: Castelo de Penedono) es un castillo medieval situado en la parroquia civil de Granja (Penedono), en el municipio de Penedono, distrito de Viseu, en Portugal

## Historia

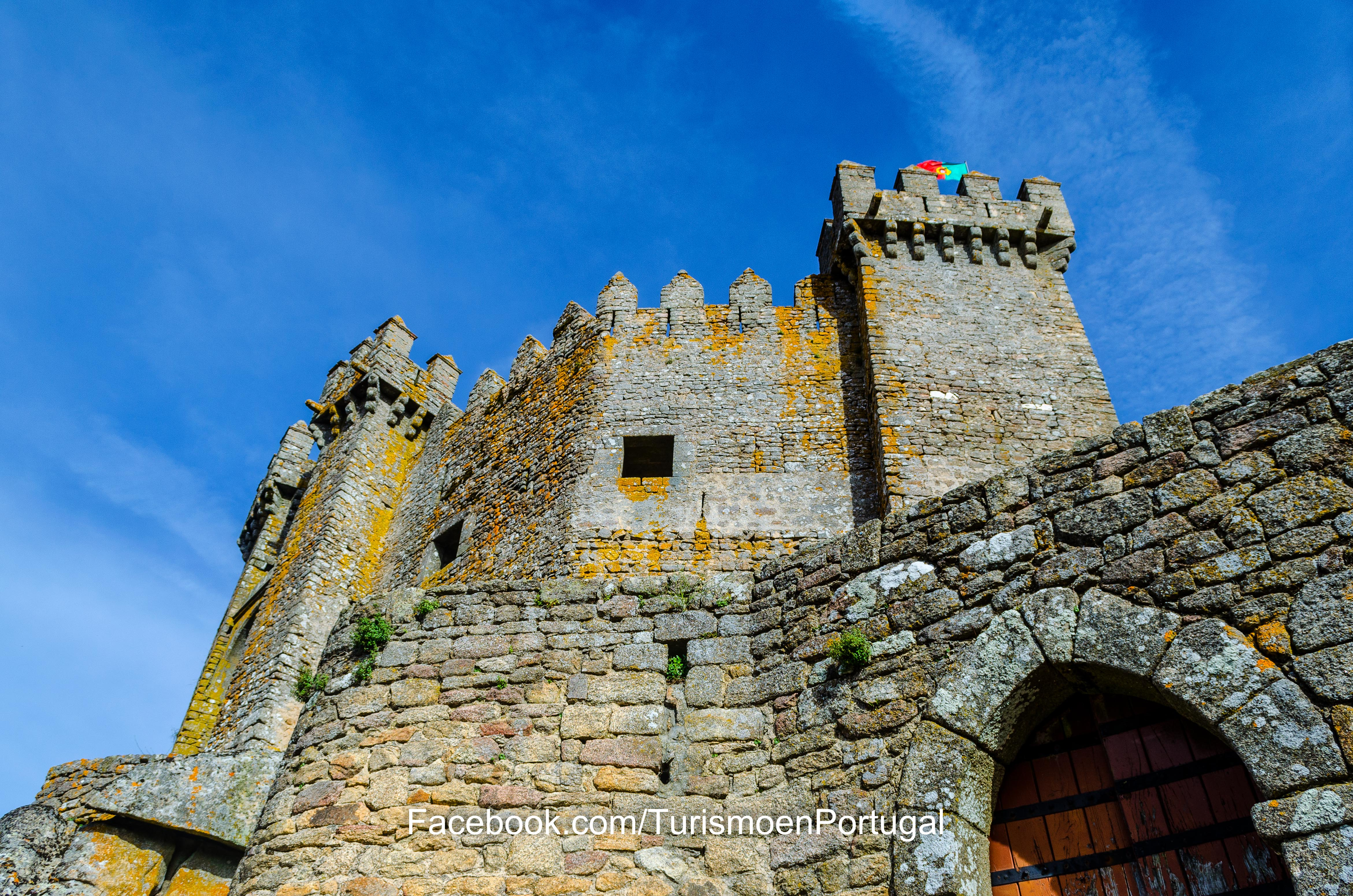
Las imponentes murallas y torres del castillo

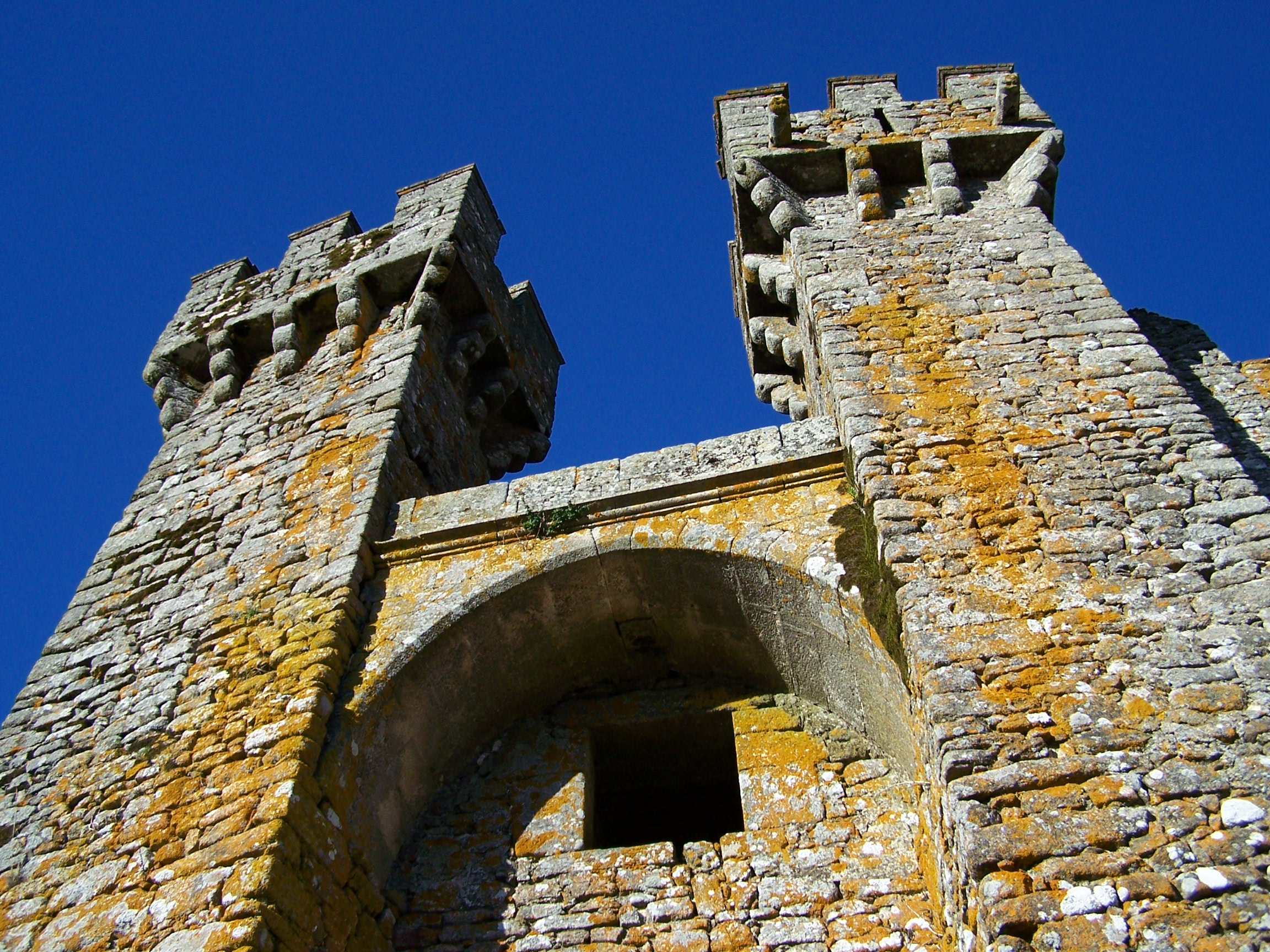
Las torres que flanquean la entrada suroeste del castillo.

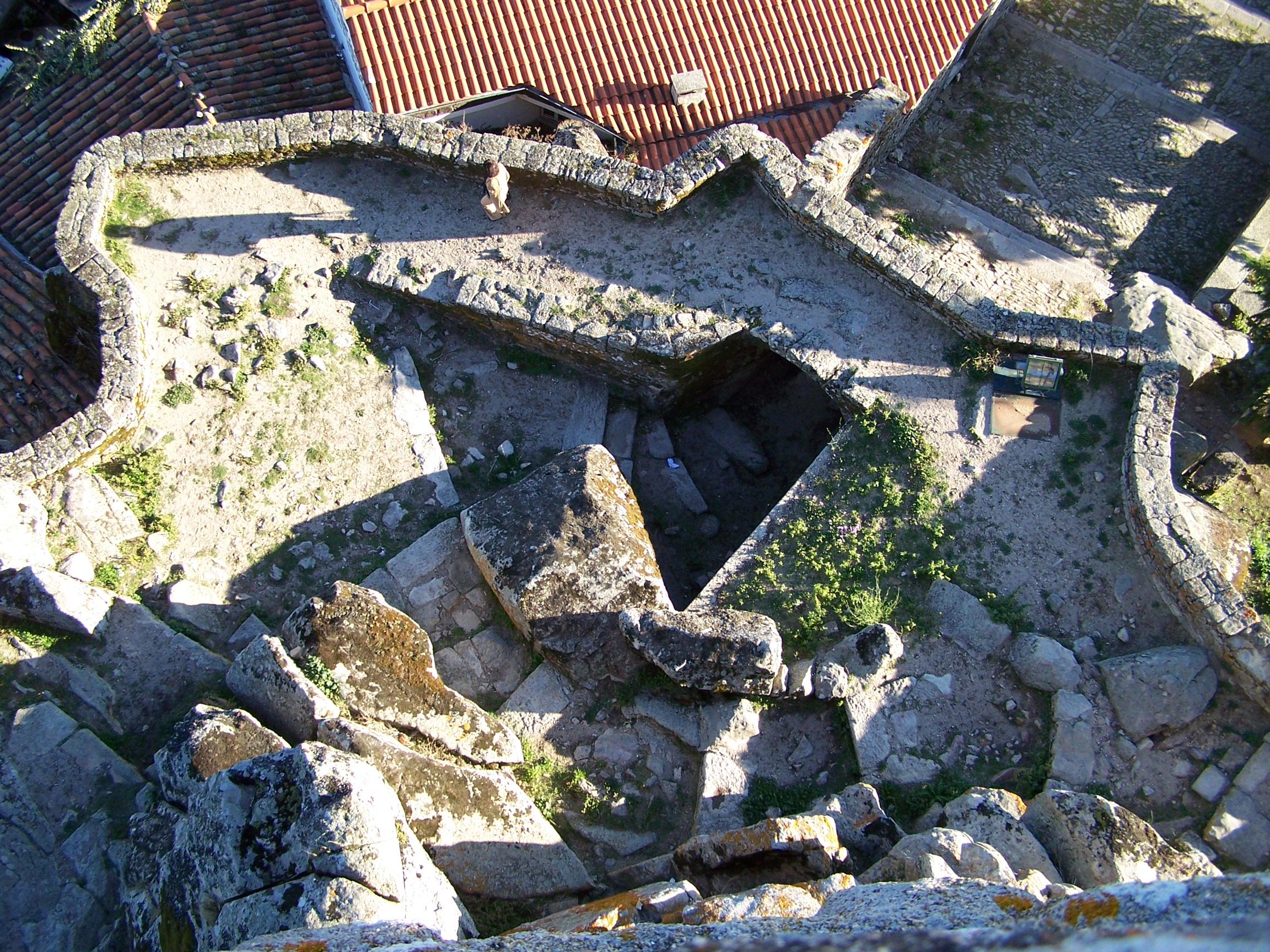
El patio interior húmedo y rocoso

El castillo de Penedono fue una de las fortalezas mencionadas en la donación de D.ª Flâmula (o Chamôa Rodrigues) al Monasterio de Guimarães (el 11 de junio de 960); se mencionó parte de las propiedades heredadas de su madre, D. Leodegúndia Dias, hija del Conde Diogo Fernandes y su esposa D.ª Oreca. En el momento del testamento, el documento había recomendado la venta de la estructura, para que su dinero se utilizara para ayudar a pagar el rescate de los cautivos, apoyar a los peregrinos y ayudar a los monasterios. La donación tuvo el efecto de asegurar un importante punto estratégico y eje organizativo de la región del interior de la Beira Alta. No hay nada registrado de la configuración original del reducto.
Los registros más antiguos documentados datan de los primeros Reconquista Cristiana de la zona de los moros; hay una referencia a la zona que se repobló después de la victoria de Ramiro II de León sobre las fuerzas moras en la Batalla de Simancas, en el año 939 d. C. Penedono permaneció como castillo fronterizo durante varios años, pero en el año 987 fue reconquistado por los ejércitos de Almanzor. El castillo fue reconquistado a los moros por las fuerzas leales a Fernando I de León entre 1055 y 1057. La defensa del territorio se confió entonces a Rodrigo Tedoniz, que se encargó de la reconstrucción del castillo. En 1059, sin embargo, ya estaba en posesión del Monasterio de São Salvador de Guimarães.
Visitada por Alejandro Herculano, la fortaleza de Penedono se encontró en ruinas en ese momento y permaneció hasta el siglo XX. En la década de 1940, como parte de las conmemoraciones del 300 aniversario de la Restauración Portuguesa, promovida por el gobierno del Estado Novo portugués, el castillo fue recuperado y renovado. Entre 1940 y 1941, la DGEMN (Dirección General de Edificios y Monumentos Nacionales) se encargó de las excavaciones y de los escombros para la construcción de los muros mixtos de mampostería, con mortero de cal y arena. Además, las escaleras, los descansos y los pavimentos fueron sustituidos por losas de mampostería. Más trabajos en 1949, el plan del tercer piso y la torre fueron repavimentados, hubo reparaciones de los techos, instalación de nuevas puertas y reajustes en los accesos. La consolidación de las juntas y la consolidación de los parapetos se llevó a cabo en 1953, junto con la disposición de las escaleras, los falsos techos, la construcción de una escalera de granito para conectar los adarves y la instalación de herrajes para proteger las almenas.
En 1959 se limpiaron los espacios y se repararon las puertas. No fue hasta 1966 que el castillo fue iluminado. En 1969 se iniciaron más trabajos, que incluyeron la instalación de techos de roble, el paso a la torre, la limpieza y la eliminación de las malas hierbas a lo largo de las almenas, muros,  merlones, escaleras, aceras y accesos, la nivelación de los pisos y la sustitución de las cerraduras.
En 1972, hubo un estudio del castillo y sus alrededores.
En 1983 se iniciaron varios proyectos para consolidar y reparar la barbacana y los muros del castillo, que incluían cubrir los agujeros en el granito, mortero de grietas y juntas, reparar los merlones piramidales, las vigas de soporte, la escalera de hierro y el pasamanos de cortesía. Los espacios también fueron repintados.
Un análisis de riesgo de la DGEMN se llevó a cabo en el castillo en octubre de 2005.
En 1195, para mejorar la posición estratégica del territorio fronterizo, el rey D. Sancho I concedió el primer Foral de la región, o carta,  a Pena de Domus, la designación medieval para el burgo. Este foral fue confirmado en 1217, por el Rey D.  Afonso II.
A finales del siglo XIV, D. Fernando donó Penedono a Trancoso, cuyos señores querían derribar el castillo. Los ancianos residentes de Penedono pidieron al Rey que detuviera esta intención y devolviera el municipio a su estado. En ese momento, Penedono se disputaba con Trancoso el ser el lugar de nacimiento del legendario caballero Magriço.
El castillo fue parcialmente reconstruido sobre las estructuras existentes, bajo la iniciativa de D. Vasco Fernandes Coutinho, a quien D. Fernando donó el castillo. Muchos de los grandes hombres del pueblo pidieron a D. Gonzalo para que confirmara a su hijo, Gonçalo Vasques Coutinho, como señor de las tierras, debido a que Gonçalo puso repetidamente sus hombres y soldados de escudo en la defensa del castillo. El castillo fue el supuesto lugar de nacimiento de D. Álvaro Gonçalves Coutinho, celebrado por Luís de Camões como o Magriço, uno de los legendarios doce caballeros que fueron a Inglaterra para defender el honor de doce damiselas en la Corte de los Lancaster. Entre 1471 y 1530, bajo la autoridad de D. Francisco Coutinho, conde de Marialva, y responsable de las obras públicas de la Comarca de la Beira, el castillo se transformó en residencia. A través del alcalde, el asentamiento pagaba a la Corona 2$970 cruzeiros anuales. Para 1527, el catastro del reino indicaba que esta población incluía 486 viviendas.
Los Memórias Paroquiais, de 1758, incluían una descripción del castillo, que fue construido de pequeña piedra y mortero.

## Arquitectura

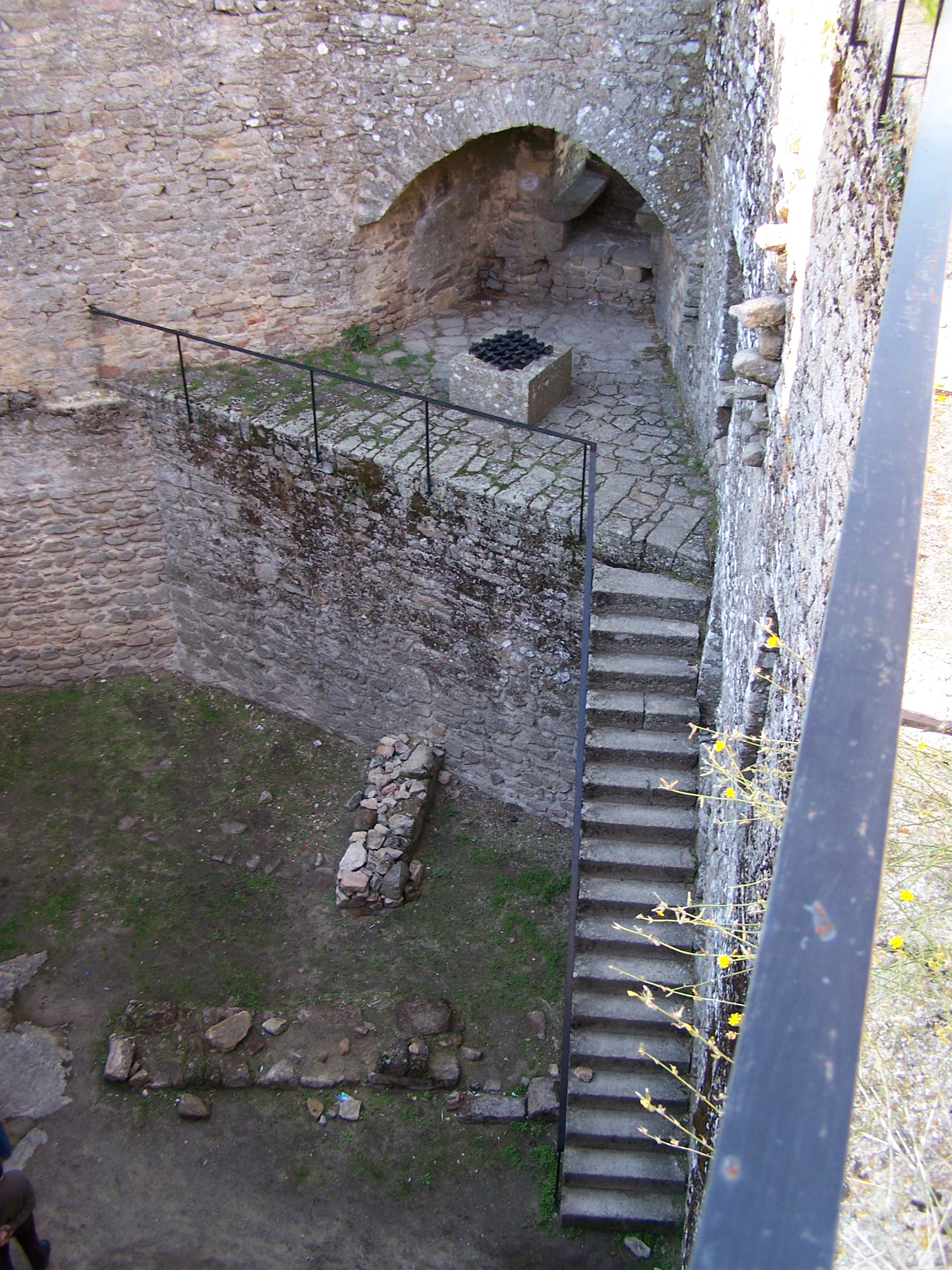
Acceso a la cisterna dentro del castillo.

El castillo está situado en una zona urbana aislada, implantada en una cordillera rocosa, de colinas y granito que forma parte de la Serra de Serigo. El paisaje es accesible por una plaza frontal con grandes rellanos de granito y escaleras y porciones urbanizadas de Penedono que se extienden al sur y al oeste. La plaza permite el acceso a la picota del pueblo y al antiguo edificio del ayuntamiento (en portugués: Antiga Casa da Câmara).
El plano poligonal forma un heptágono irregular, con un perímetro de 70 metros, rodeado por una barbacana baja no decorada que acompaña la misma elevación de la cima de la colina rocosa. A la derecha de la puerta hay una pequeña y aislada línea de muros. Los muros del castillo están coronados a lo largo de su perímetro por merlones paralelepípedos con topes piramidales, algunos con las flechas, y reforzados en sus esquinas por cinco esquinas rectangulares. Situados a lo largo de intervalos irregulares hay balcones con micholletes y gárgolas, además de las flechas. Entre las dos torres al suroeste, hay un pasillo con barandilla sobre la cornisa, que soporta un gran arco sobre el que hay una puerta redondeada (accesible por una escalera curva) coronada por un tímpano enmarcado.
Dentro de los muros hay vestigios de la Alcazaba que incluyen escaleras que conducen a las almenas que rodean los muros y a los descansos de las torres. Algunas de las ventanas, con diferentes recortes, que sugieren la existencia de un piso intermedio. En la torre más grande hay una bóveda abovedada con ventana rectangular, delante de la cual hay un aljibe poligonal con una bóveda de cruz cubierta. Al principio de las almenas hay vestigios de construcciones primitivas.